# Distrito de Dzierżoniów
Dzierżoniów (polaco: powiat dzierżoniowski) es un distrito del voivodato de Baja Silesia (Polonia) que fue constituido el 1 de enero de 1999 por la reforma del gobierno local polaco aprobada el año anterior. Limita con otros seis distritos de Baja Silesia: al noroeste con Świdnica, al nordeste con Wrocław, al este con Strzelin, al sur con Ząbkowice Śląskie y al suroeste con Kłodzko y Wałbrzych. Está dividido en siete municipios: cuatro urbanos (Bielawa, Dzierżoniów, Pieszyce y Piława Górna), uno urbano-rural (Niemcza) y dos rurales (Dzierżoniów y Łagiewniki). En 2011, según la Oficina Central de Estadística polaca, el distrito tenía una superficie de 478,51 km² y una población de 103 213 habitantes.